# Sint-Nicolaaskerk (Heythuysen)

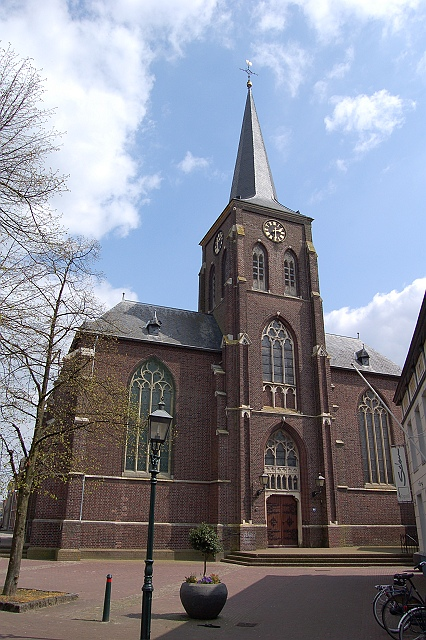
Sint-Nicolaaskerk

De Sint-Nicolaaskerk is de parochiekerk van Heythuysen, gelegen aan Dorpstraat 120, gesitueerd in de Midden-Limburgse gemeente Leudal. Naast de kerk staat de Missiekapel.

## Geschiedenis
Niet lang na 1504 werd deze laatgotische bakstenen pseudobasiliek gebouwd. In 1847 werd de oorspronkelijke toren door de huidige, neogotische, toren vervangen en werd het schip vergroot met twee traveeën. In 1927 werden de huidige zijbeuken gebouwd. Deze zijn niet alleen breed, maar ook even hoog als het middenschip, zodat een driebeukige hallenkerk ontstond. Ze vormen een architectonische eenheid met de toren. De smallere, gotische zijbeuken werden daartoe gesloopt. Architect was Caspar Franssen.

## Gebouw
Uit begin 16e eeuw dateert het vijfzijdig gesloten koor en het middenschip. In het koor en het middenschip zijn gewelfschilderingen uit 1507 te vinden, die ter versiering werden aangebracht. De toren is van 1847 en de zijbeuken van 1927.

## Interieur
De biechtstoelen zijn uit 1704 en 1773. Ook de communiebank is 18e-eeuws, evenals het tochtportaal. De kerk bezit enkele houten heiligenbeelden, zoals een Sint-Jozef (omstreeks 1500), een calvariegroep (1e helft 16e eeuw), een Sint-Lucia en een Madonna van omstreeks 1700.
Het koororgel is in 1848 gebouwd door Arnold Clerinx. Het heeft eerst in Beverst (B) gestaan, daarna in de Stevenskerk te Nijmegen. In 2024/2015 is het orgel in zijn geheel gerestaureerd.
Op het kerkhof zijn enkele oude grafkruisen te vinden, vanaf 1604 tot 1761.